# Cteniscus scaphuloides
Cteniscus scaphuloides är en stekelart som först beskrevs av Mason 1955.  Cteniscus scaphuloides ingår i släktet Cteniscus och familjen brokparasitsteklar. Inga underarter finns listade i Catalogue of Life.